# Puerto Rico az 1998. évi téli olimpiai játékokon
Puerto Rico a japán Naganóban megrendezett 1998. évi téli olimpiai játékok egyik részt vevő nemzete volt. Az országot az olimpián 2 sportágban 6 sportoló képviselte, akik érmet nem szereztek.

## Alpesisí
Férfi
| Versenyző        | Versenyszám | 1. futam | 1. futam | 2. futam | 2. futam | Összesítés | Összesítés |
| Versenyző        | Versenyszám | Idő      | Hely.    | Idő      | Hely.    | Idő        | Helyezés   |
| ---------------- | ----------- | -------- | -------- | -------- | -------- | ---------- | ---------- |
| William Schenker | Műlesiklás  | 1:12,95  | 37.      | 1:15,93  | 31.      | 2:28,88    | 31.        |

## Bob
| Versenyző                                                 | Versenyszám | 1. futam | 1. futam | 2. futam | 2. futam | 3. futam | 3. futam | 4. futam | 4. futam | Összesítés | Összesítés |
| Versenyző                                                 | Versenyszám | Idő      | Hely.    | Idő      | Hely.    | Idő      | Hely.    | Idő      | Hely.    | Idő        | Helyezés   |
| --------------------------------------------------------- | ----------- | -------- | -------- | -------- | -------- | -------- | -------- | -------- | -------- | ---------- | ---------- |
| John Amabile Joseph Keosseian                             | Kettes      | 57,35    | 37.      | kizárták | kizárták | kiesett  | kiesett  | kiesett  | kiesett  | kiesett    | kiesett    |
| Liston Bochette Jorge Bonnet José Ferrer Joseph Keosseian | Négyes      | 56,45    | 32.      | 55,96    | 31.      | kizárták | kizárták |          |          | kiesett    | kiesett    |